# Клей (Каліфорнія)
Клей (англ. Clay) — переписна місцевість (CDP) в США, в окрузі Сакраменто штату Каліфорнія. Населення — 1252 особи (2020).

## Географія
Клей розташований за координатами 38°18′51″ пн. ш. 121°9′35″ зх. д. / 38.31417° пн. ш. 121.15972° зх. д. (38.314038, -121.159591).  За даними Бюро перепису населення США в 2010 році переписна місцевість мала площу 17,50 км², уся площа — суходіл.

## Демографія
Згідно з переписом 2010 року, у переписній місцевості мешкало 1195 осіб у 402 домогосподарствах у складі 307 родин. Густота населення становила 68 осіб/км².  Було 429 помешкань (25/км²).
Расовий склад населення:
| - 82,1 % — білих - 2,0 % — корінних американців - 0,7 % — азіатів - 0,5 % — чорних або афроамериканців - 9,0 % — осіб інших рас |

До двох чи більше рас належало 5,7 %. Частка іспаномовних становила 20,3 % від усіх жителів.
За віковим діапазоном населення розподілялося таким чином: 24,6 % — особи молодші 18 років, 62,7 % — особи у віці 18—64 років, 12,7 % — особи у віці 65 років та старші. Медіана віку мешканця становила 43,5 року. На 100 осіб жіночої статі у переписній місцевості припадало 95,9 чоловіків;  на 100 жінок у віці від 18 років та старших — 95,0 чоловіків також старших 18 років.
Середній дохід на одне домашнє господарство  становив 98 299 доларів США (медіана — 72 500), а середній дохід на одну сім'ю — 102 715 доларів (медіана — 68 750). За межею бідності перебувало 4,7 % осіб, у тому числі 10,3 % дітей у віці до 18 років та 3,1 % осіб у віці 65 років та старших.
Цивільне працевлаштоване населення становило 528 осіб. Основні галузі зайнятості: освіта, охорона здоров'я та соціальна допомога — 20,3 %, публічна адміністрація — 16,5 %, будівництво — 14,2 %, роздрібна торгівля — 13,1 %.